# Головченко, Григорий Иванович
Григорий Иванович Головченко (род. 27 ноября 1905, Тростянец, Российская империя — ум. 5 мая 1994, Харьков, Украина) — советский украинский железнодорожник, начальник Львовского (1949-1959) и Южной железной дороги (1959-1972). Трижды кавалер ордена Ленина.

## Биография
Родился в селе Тростянец, что на Сумщине, в семье железнодорожников, однако детство парня прошло в Краснодарском крае, куда его отец (машинист паровоза по специальности) вместе с семьей переехал в год рождения Григория для работы на станции Тихорецкая Северо-Кавказской железной дороги. В 9-летнем возрасте мальчика отдали учиться в Тканевое коммерческое училище, которое он закончил за пять лет.
Трудовой путь Головченко начал рабочим в мастерских путевой службы станции Тихорецкая.
С 1920 по 1924 год учился в школе второй ступени, где и вступил в комсомол. По окончании школы работал слесарем и кочегаром в «Азнефти» города Баку.
В 1924 году был переведен в разряд кандидатов в ВКП(б). Согласно решению Бакинского комитета партии, в связи с нехваткой рабочей силы на Закавказской железной дороги, Головченко был направлен в депо Пяндж на должность помощника машиниста.
В 1930 году окончил Ростовский политехникум путей сообщения, после чего был направлен в депо «Грозный», а впоследствии переведен в депо «Тихорецкая», где прошел путь от помощника машиниста до начальника депо. В 1937 году назначен начальником большого паровозного депо «Таганрог».
С 1938 года работал в Киеве начальником паровозной службы управления Юго-Западной железной дороги, а накануне войны занял должность заместителя начальника дороги.
Напряженный график работы и стрессы негативно отразились на здоровье Головченко — ему отняло ноги и правую руку. В июле 1941 года его направили на лечение сначала в Харьков, а затем в Куйбышев. В то же время приказом наркома Кагановича Головченко был уволен с должности и переведен в подчинение начальника Ашхабадской железной дороги. Причиной тому стала клевета, не подтвержденная фактами, после выяснения чего Григорий Иванович был вскоре оправдан и назначен сначала заместителем, а через год и начальником паровозной службы Ашхабадской железной дороги.
В 1944 году Головченко был назначен начальником паровозной службы Винницкой железной дороги, а в апреле 1946 переведен в Киев на должность заместителя начальника Юго-Западного округа железных дорог.
В 1949 году был назначен начальником Львовской железной дороги.
В 1951 году Головченко избран членом бюро Львовского обкома партии и депутатом областного совета (избирался также в 1955 и 1957 годах). Занимал должность начальника железной дороги до 1959 года.
С отличием окончил Всесоюзный заочный институт инженеров транспорта.
С 1959 по 1972 год работал начальником Южной железной дороги. Под его руководством стремительно росли темпы электрификации дороги и внедрение тепловозной тяги. Головченко дважды избирался делегатом на съезды КПСС, трижды принимал участие в работе съездов КП Украины и был депутатом Харьковского областного совета. После Южной дороги в течение пяти лет работал председателем отраслевой комиссии в Международной организации сотрудничества железных дорог, штаб-квартира которой до сих пор находится в Варшаве.
Умер 5 мая 1994 года. Похоронен на одном из кладбищ Харькова.

## Награды
- Орден Ленина
- Орден Ленина
- Орден Ленина
- Орден Трудового Красного Знамени
- Орден Трудового Красного Знамени
- Орден Трудового Красного Знамени
- Орден Красной Звезды